# Палм Бич Гарденс
Палм Бич Гарденс (енгл. Palm Beach Gardens) град је у америчкој савезној држави Флорида. По попису становништва из 2010. у њему је живело 48.452 становника.

## Демографија
Према попису становништва из 2010. у граду је живело 48.452 становника, што је 13.394 (38,2%) становника више него 2000. године.
| Група             | 2000.          | 2010.          |
| Белци             | 31.252 (89,1%) | 39.861 (82,3%) |
| Афроамериканци    | 806 (2,3%)     | 2.133 (4,4%)   |
| Азијати           | 754 (2,2%)     | 1.506 (3,1%)   |
| Хиспаноамериканци | 1.973 (5,6%)   | 4.314 (8,9%)   |
| Укупно            | 35.058         | 48.452         |